# Leksands IF
Leksands IF – szwedzki klub hokejowy z siedzibą w Leksand.

## Sukcesy
- Złoty medal mistrzostw Szwecji (5 razy): 1950, 1969, 1973, 1974, 1975
- Srebrny medal mistrzostw Szwecji (4 razy):  1959, 1964, 1972, 1989
- Złoty medal Allsvenskan (3 razy): 2002, 2005, 2013
- Awans do Elitserien / SHL (3 razy): 2002, 2005, 2013

## Szkoleniowcy
Od 2001 do 2004 trenerem zespołu był Jarmo Tolvanen.

## Zawodnicy
W drużynie występowali m.in. Åke Lassas, Johan Hedberg, Erkki Laine, Ed Belfour, Tomas Jonsson, Robert Nilsson, Niklas Persson, Nicolas Besch, Niclas Andersén, Rudolf Huna, Michael Raffl.
Klub zastrzegł na stałe numery, którymi występowali Åke Lassas (2) i Jonas Bergqvist (19).